# Jean-Baptiste Morvan de Bellegarde
Jean-Baptiste Morvan de Bellegarde (Nantes, 30 agosto 1648 – 26 aprile 1734) è stato un presbitero, scrittore, traduttore moralista e religioso francese.

## Biografia
Fu gesuita per quindici anni, poi sacerdote dell'ordine di Francesco di Sales, fu autore di numerosi libri di morale, religione e storia. Fu anche un traduttore di greco e latino dei testi dei padri della Chiesa. Scrittore prolifico, ha lasciato poche tracce nella storia della letteratura.

## Opere
- Réflexions sur ce qui peut plaire ou déplaire dans le commerce du monde (3 volumi, 1688)

- Idée parfaite de l'amitié, suite des Réflexions (1691)

- Conduite pour se taire et pour parler, principalement en matière de religion (1696) Testo online (edizione del 1771)

- Modèles de conversations pour les personnes polies (1697)

- Réflexions sur le ridicule et sur les moyens de l'éviter, où sont représentez les mœurs et les différens caractères des personnes de ce siècle (1697) Testo online

- Réflexions sur la politesse des mœurs, avec des maximes pour la société civile, suite des Réflexions sur le ridicule (1698) Testo online

- Les Règles de la vie civile, avec des traits d'histoire pour former l'esprit d'un jeune prince (1693)

- La Manière de prier et de méditer, avec des remèdes contre les passions du cœur et de l'esprit (1703)

- Sentimens que doit avoir un homme de bien sur les véritez de la religion et de la morale, tirez des plus beaux passages de l'Écriture sainte (1704)

- Le Sublime des auteurs, ou Pensées choisies rédigées par matières suivant l'ordre alphabétique (1705)

- Lettres curieuses de littérature et de morale (1707) Testo online

- Histoire universelle des voyages faits par terre et par mer, dans l'ancien et dans le nouveau monde, pour éclaircir la géographie ancienne et moderne (1707)

- L'Art de connoître les hommes (1712)

- L'Éducation parfaite, contenant les manières bienséantes aux jeunes gens de qualité, et des maximes et des réflexions propres à avancer leur fortune (1713)

- Éloge historique du roi sur la conclusion de la paix générale (1714)

- Pensées édifiantes et chrétiennes pour tous les jours du mois, avec des considérations sur la mort (1715)

- Maximes, avec des exemples tirez de l'histoire sainte et prophane, ancienne et moderne, pour l'instruction du roy (1718)

- Histoire générale d'Espagne depuis le commencement de la monarchie tirée de Mariana et des auteurs les plus célèbres (17 volumi, 1723)

- L'Esprit de pénitence, pour faire une bonne confession et une bonne communion, avec un Examen particulier pour tous les états et pour les personnes avancées dans la piété (1725)

- Les Vies de plusieurs hommes illustres et grands capitaines de France, depuis le commencement de la monarchie jusqu'à présent (2 volumi, 1726)

- Office de la Semaine sainte, à l'usage de Rome et de Paris (1727)

- Élémens de l'histoire de France, et romaine, de la géographie, de la fable et du blason (3 volumi, 1729)

- Nouvelle histoire poétique du P. Gautruche pour l'explication des fables et l'intelligence des poètes (1730)

- Le Chrétien honnête homme, ou l'Alliance des devoirs de la vie chrétienne avec les devoirs de la vie civile (1736)

### Traduzioni
- Sant'Ambrogio: Les Devoirs de l'honnête homme et du chrétien, ou les Offices de S. Ambroise (1689)

- Sant'Ambrogio: La Morale des ecclésiastiques et des clercs qu'on instruit dans les séminaires pour les disposer au sacerdoce (1691)

- Basilio Magno: Sermons (1691)

- Giovanni Crisostomo: Les Opuscules (1691)

- Bartolomé de Las Casas: Relation des voyages et des découvertes que les Espagnols ont fait dans les Indes occidentales, écrite par Dom B. de Las-Casas, évêque de Chiapa. Avec la Relation curieuse des voyages du sieur de Montauban, capitaine des flibustiers, en Guinée, l'an 1695 (1698)

- Epitteto: Les Caractères (1700)

- Tommaso da Kempis: De l'Imitation de Jésus-Christ (1700)

- Tommaso da Kempis: Suite de l'Imitation de Jésus-Christ ou Les opuscules de Thomas a Kempis : le Soliloque de l'âme, Traité des vertus fondées par Jésus-Christ sur l'humilité, Des trois tabernacles, De la véritable componction du cœur, Exhortation à l'avancement spirituel (1701)

- Ovidio: Les Métamorphoses (2 volumi, 1701)

- Gregorio Nazianzeno: Sermons (2 volumi, 1701)

- Antico testamento: Livres moraux de l'Ancien Testament, contenant les Proverbes de Salomon. L'Ecclesiaste. Le Cantique des cantiques. La Sagesse. Et l'Ecclesiastique. Où sont renfermées les maximes de la sagesse divine, avec les devoirs de la vie civile (1701)

- Bartolomé de Las Casas: La Découverte des Indes occidentales par les Espagnols (1701)

- Antonio, Priore di Crato: Les Pseaumes de la confession du sérénissime prince Don Antoine, roi de Portugal, avec des prières du même roi sur différens sujets (1718)

- Diogene Laerzio: Vita dei filosofi (1758)

- Esopo: Choix de fables (1813)

### Opere riunite
- Œuvres diverses de M. l'abbé de Bellegarde (4 volumi, 1723)
- Œuvres de Mr l'abbé de Bellegarde (15 volumi, 1761)